# 陳純精

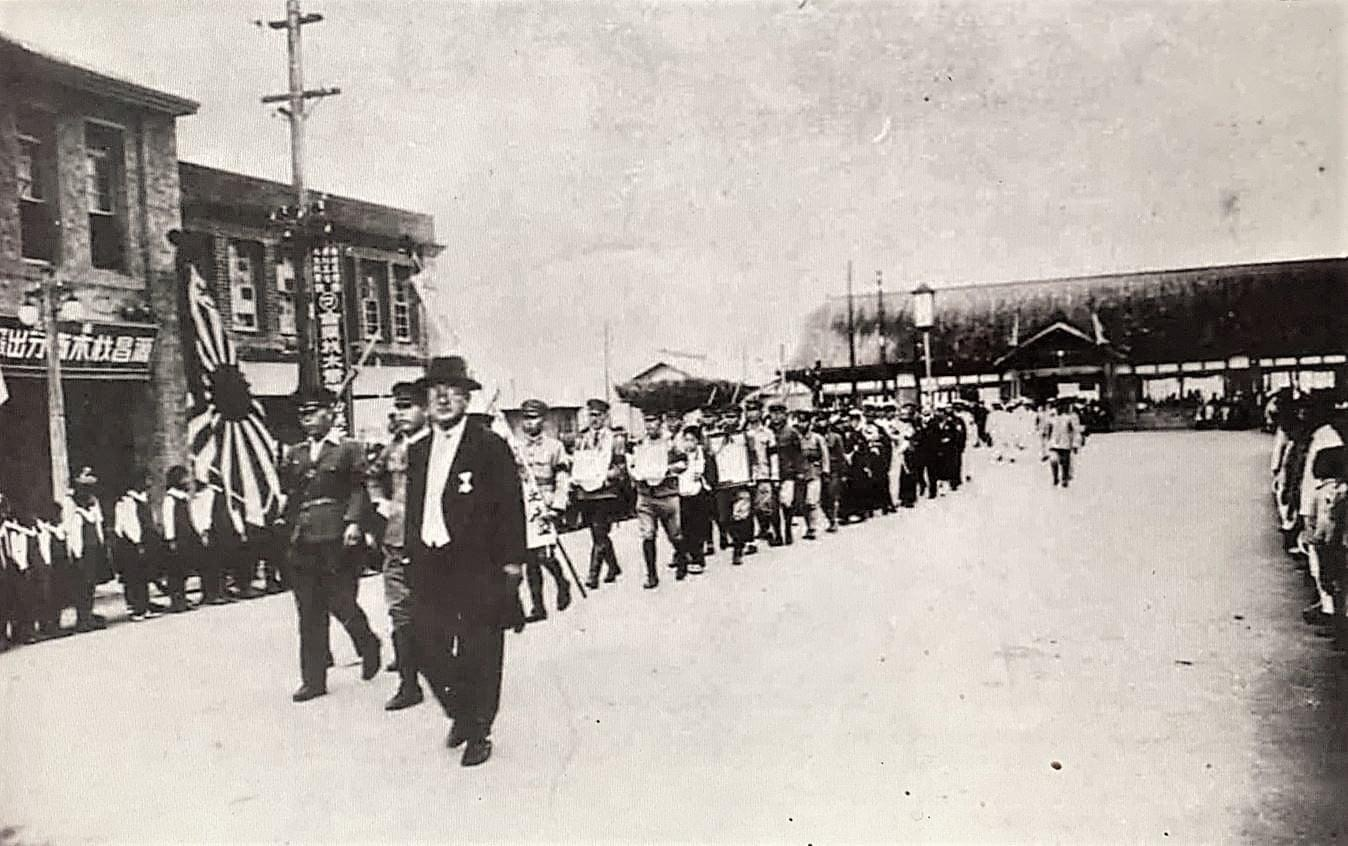
羅東街長陳純精率領政府人員、社會團體、學生，到羅東驛前迎接海外戰死者的遺骨回鄉（約1940年）

陳純精（1878年12月16日—1944年2月19日），名舜，字純精，號學山，以字行。原名游慶順，出生後過繼給陳姓人家，遂改姓陳，日治後期曾改和名光谷純精。宜蘭北門口人，臺灣日治時期政治人物、實業家，臺北州羅東郡羅東街首任街長（街相當於今日之鎮），促使羅東成為太平山林場的木材集散地，奠定往後羅東鎮商業發展的基礎，正七位勳六等。

## 早年生平
陳純精於光緒四年（1878年）12月16日出生於今宜蘭市。自幼喪父，與母親相依為命。光緒十二年（1886年）進入宜蘭的私墊「省心齋」研讀傳統漢學。1894年中日兩國發生甲午戰爭，大清戰敗後，台灣割讓給日本。明治二十九年（1896年）陳純精結束私墊教育，進入宜蘭國語傳習所甲科生就讀，專攻國語（日文）。明治三十一年（1898年）3月畢業後，受命擔任宜蘭地方法院通譯。明治三十五年（1902）轉入宜蘭廳，直到四十一年（1908年）辭職轉任羅東區長。
明治四十一年（1908年）2月，陳純精被任命為羅東區街長；1910年，街庄長制遭廢除，他改任羅東區長。大正二年（1913年）2月，被授與紳章。大正六年（1917年），陳純精創立羅東信用組合，參與地方的開發。

## 羅東街長
大正九年（1920年）市區改正後，陳純精任命台北州協議會員，並兼任羅東街街長。
他在羅東街長任內，做出許多影響地方深遠的建設，諸如營林所羅東出張所（林業辦事處）的設置，1921年陳純精捐出十八甲土地，內地人（日本人）於是將原先分別在宜蘭與員山的太平山林場出張所及貯木池移往羅東，使羅東成為太平山林場的木材加工轉運樞紐，進而帶動羅東的工商發展，奠定今日繁華之基礎，時到今日羅東仍是宜蘭縣的商業中心；他其它重要的建設尚有籌設自來水廠，及昭和五年（1930年）促使日本的王子製紙(台灣興業株式會社、中興紙廠前身)前來宜蘭設廠，以及羅東街役場(羅東鎮公所前身)的設立等。
昭和十五年（1940年），陳純精更改姓氏，改名光谷純精。
昭和十六年（1941年）4月21日，陳純精離開街長職務。
昭和十九年（1944年）2月19日凌晨3時，陳純精因病逝於自宅。

## 逝世與紀念

羅東中山公園內的陳純精紀念碑

陳純精政績卓著，1944年逝世。1949年後人為感念其貢獻，特於羅東中山公園設立陳純精銅像及「陳純精翁紀念碑」。1985年完工的羅東鎮環鎮道路，亦命名為純精路，以資紀念。

## 家族
陳純精是台灣政治人物陳文茜的曾祖父。

## 外部連結
- 走讀宜蘭-人物-陳純精
- 宜蘭士紳陳純精@ 楊建成:日治時期台灣人士紳圖文鑑 （页面存档备份，存于）